# Småvær
Småvær est une île norvégienne du comté de Hordaland appartenant administrativement à Hauglandshella.

## Description
Il s'agit de cinq rochers désertiques à fleur d'eau qui s'étendent sur environ 325 m de longueur pour une largeur approximative de 131 m.